# Петтерссон, Сусанна
Сусанна Кристина Петтерссон (фин. Susanna Kristina Pettersson; род. 30 августа 1966, Хельсинки, Финляндия) — финский искусствовед, музеолог; с 2014 года — директор Атенеума, крупнейшего в Финляндии художественного собрания; адъюнкт-профессор в области музееведения в Университете Ювяскюля и автор ряда научных работ.

## Биография
Родилась 30 августа 1966 года в Хельсинки.
Работала директором Фонда Алвара Аалто, директором музея Алвара Аалто и директором по развитию Финской национальной галереи. С 1 марта 2012 года работала директором Финского института в Лондоне.
В мае 2014 года назначена директором Атенеума.